# Hitrost eksplozije
Hitrost eksplozije ali hitrost detonacije je hitrost, s katero čelo udarnega vala potuje skozi detonirani eksploziv. Hitrost eskplozije je samo groba ocena resnične hitrosti, ki temelji na plinskih zakonih, ker jo je v praksi zelo težko izmeriti. Hitrost eksplozije je vedno večja od hitrosti zvoka v isti eksplozivni snovi in je pomemben pokazatelj celotne energije oziroma moči eksplozije. 
Če je eksploziv pred detonacijo prostorsko omejen, na primer v topovski granati, se sproščena energija porazdeli na zelo majhno površino. Tlak v prostoru se izredno poveča, zato se poveča tudi hitrost eksplozije. Hitrosti eksplozije na odprtem prostoru so pogosto približno 70-80% hitrosti v zaprtem prostoru.
Hitrost eksplozije narašča z manjšanjem velikosti delcev, večanjem premera naboja in naraščajočo omejenostjo. Značilne hitrosti eksplozij plinov so od 1800 m/s do 3000 m/s, eksplozij trdnih snovi pa od preko 4000 m/s do 10300 m/s.
Hitrosti eksplozij nekaterih najpogostejših eksplozivov pri njihovi značilni gostoti, ki je praviloma njihova največja praktična gostota, so prikazane v naslednji tabeli.       
| Ime                                 | Oznaka         | Hitrost eksplozije (m/s) | Gostota (g/cm³) |
| ----------------------------------- | -------------- | ------------------------ | --------------- |
| Aromatski eksplozivi                |                |                          |                 |
| 1,3,5-trinitrobenzen                | TNB            | 7450                     | 1,6             |
| 1,3,5-triazido-2,4,6-trinitrobenzen | TATNB          | 7300                     | 1,71            |
| 4,4’-dinitro-3,3’-diazenofuroksan   | DDF            | 10000                    | 2,02            |
| Trinitrotoluen                      | TNT            | 6900                     | 1,6             |
| Trinitroanilin                      | TNA            | 7300                     | 1,72            |
| Tetril                              |                | 7570                     | 1,71            |
| Pikrinska kislina                   | TNP            | 7350                     | 1,7             |
| Amonijev pikrat                     |                | 7150                     | 1,6             |
| Metil pikrat                        |                | 6800                     | 1,57            |
| Etil pikrat                         |                | 6500                     | 1,55            |
| Pikril klorid                       |                | 7200                     | 1,74            |
| Trinitrokrezol                      |                | 6850                     | 1,62            |
| Svinčev trinitroresorcinat          |                | 5200                     | 2,9             |
| Triaminotrinitrobenzen              | TATB           | 7350                     | 1,80            |
| Alifatski eksplozivi                |                |                          |                 |
| Metil nitrat                        |                | 8000                     | 1,21            |
| Nitroglikol                         |                | 8000                     | 1,48            |
| Nitroglicerin                       | NG             | 7700                     | 1,59            |
| Manitol heksanitrat                 |                | 8260                     | 1,73            |
| Pentaeritritol tetranitrat          | PETN           | 8,400                    | 1.7             |
|                                     | EDNA           | 7,570                    | 1.65            |
| Nitrogvanidin                       | NQ             | 8,200                    | 1.7             |
| Ciklotrimetilentrinitramin          | RDX            | 8750                     | 1,76            |
| Ciklotetrametilentetranitramid      | HMX            | 9100                     | 1,91            |
| Heksanitroheksaazaizovurcitan       | HNIW ali CL-20 | 9400                     | 2,04            |
| Tetranitroglikoluril                | Sorguyl        | 9150                     | 1,95            |
| Oktanitrokuban                      | ONC            | 10100                    | 2,0             |
| Nitroceluloza                       |                | 7300                     | 1,2             |
| Organski eksplozivi                 |                |                          |                 |
| Aceton peroksid                     | AP             | 5300                     | 1,18            |
| Anorganski eksplozivi               |                |                          |                 |
| Živosrebrov fulminat                |                | 4250                     | 3,0             |
| Svinčev azid                        |                | 4630                     | 3,0             |
| Srebrov azid                        |                | 4000                     | 4,0             |
| Amonijev nitrat                     | AN             | 5270                     | 1,3             |

## Vir
- Cooper, P.W. (1996). Explosives Engineering. New York: Wiley-VCH. ISBN 0-471-18636-8